# Hercostomus cypricus
Hercostomus cypricus är en tvåvingeart som beskrevs av Octave Parent 1937. Hercostomus cypricus ingår i släktet Hercostomus och familjen styltflugor. Inga underarter finns listade i Catalogue of Life.